# Montourtier
Montourtier korábbi község Franciaország Loire mente régiójában, Maine-et-Loire megyében. Lakosainak száma 367 fő (2018. január 1.). Montourtier La Bazouge-des-Alleux, Belgeard, Commer, Deux-Évailles, Jublains és Saint-Ouën-des-Vallons községekkel határos.
2019. január 1-jén három másik községgel egyesült és Montsûrs új község része lett.

## Népesség
A település népességének változása:
| Lakosok száma | 383  | 319  | 305  | 304  | 326  | 359  | 365  | 377  | 370  | 367  |
|               | 1968 | 1975 | 1982 | 1999 | 2006 | 2011 | 2013 | 2016 | 2017 | 2018 |